# Čínský uzel

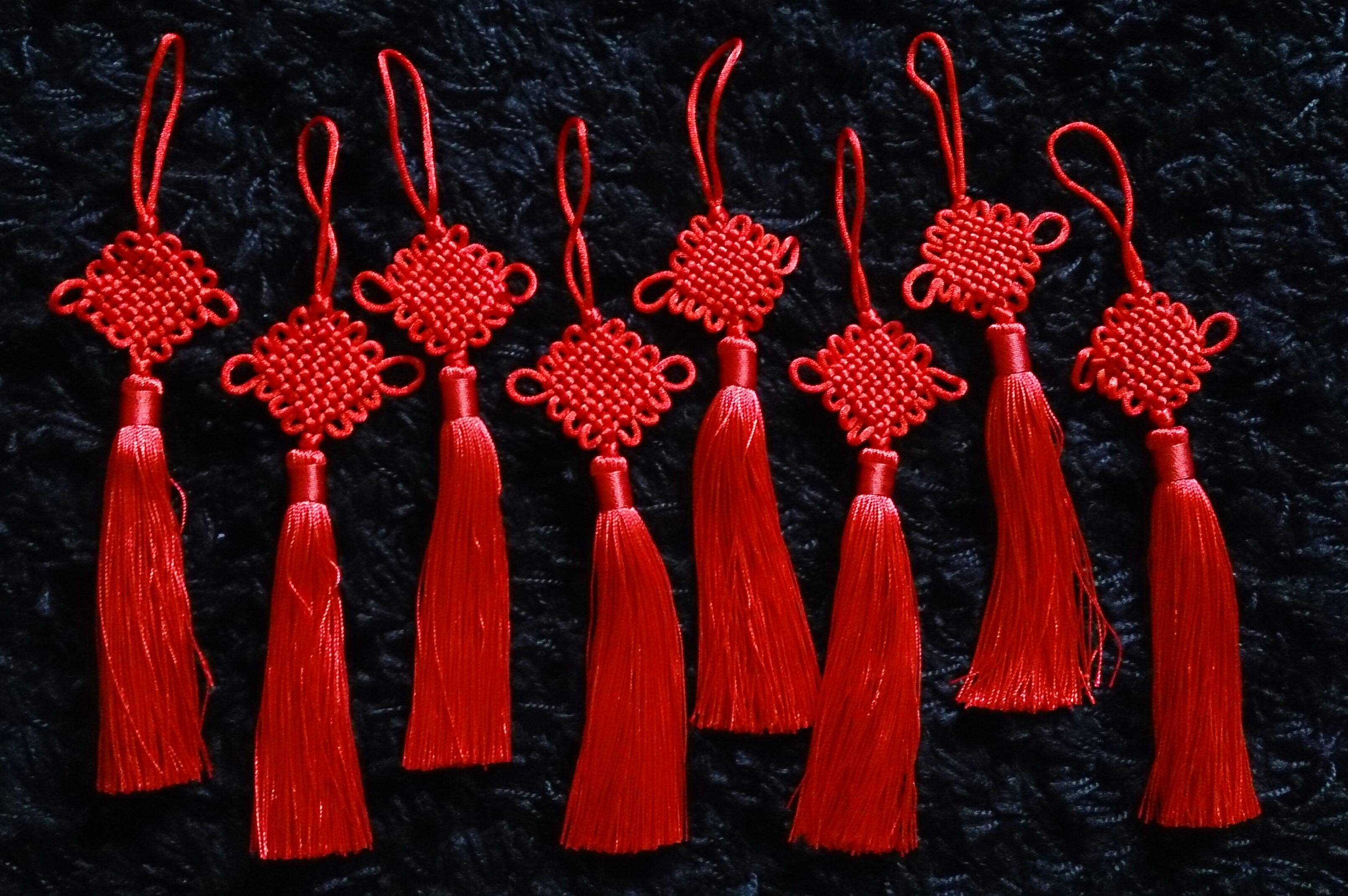
Eight chinese knots

Čínský uzel (中国结 - zhōngguó jié, v českém přepisu jako [čung-kuo ťie]) je dekorace, která je složitě vázána z jednobarevného provázku. Z barev se nejčastěji používá červená, která symbolizuje nekonečný a šťastný život. Historie čínského uzlu se váže už ke starověku. Lidé vázali uzly, aby zaznamenali jejich životy. Velikost a tvar uváděl význam a povahu událostí. Později se uzly staly součástí oblečení. Dříve, než se vynalezl modernější zip, si lidé upevňovali šaty provazy či provázky.
Uzel je půjčen od buddhistického Věčného uzlu, který je symetrický ve všech směrech a mezi začátkem a koncem není rozdíl.
Ať už je uzel jakkoliv složitý, je vždy jen z jednoho provázku, toto může navazovat na buddhistické heslo „Může tu být 10 000 cest vedoucí k jediné pravdě.“ V čínštině bývá také asociován s poutem. Vyskytuje se například ve spojeních jako „dělat někomu společnost“, „pokrevní přísaha“, „přátelství“ a dále. Tradiční výraz pro novomanžele je „pár, který si svázal své vlasy dohromady,“ jenž pochází ze starověkých svatebních rituálů vázání vlasů a má symbolizovat trvalé spojení. Ve starověké literatuře je uzel metaforou pro zoufalství a melancholii, obvykle pro raněného milence.

## Historie
Fenomén vázání uzlů pokračoval v neustálém vývoji v průběhu tisíců let s vývojem sofistikovanějších technik a stále složitějších tkaných vzorů. Během dynastie Qing (1644 - 1911) se uzlování nakonec vymanilo z jeho čistého folklórního stavu.
Uzlování vzkvétalo až do konce založení čínské republiky v roce 1911, kdy se Čína začala modernizovat. Od roku 1912 až do konce Kulturní revoluce, v roce 1976, bylo umění čínského uzlování téměř ztraceno.
Vázání uzlů bylo nejpopulárnější v dynastiích Ming a Qing (1368-1911).
Čínský uzel má velmi široké množství využití v každodenním životě. Jako dekorace na zeď, využívá se i na ozdobu šperků, ozdobné knoflíky, brože na uniformách zaměstnanců, přívěsky na vyšívaných kapsách či opascích. Lidé těmito malými uzlíky zdobí své věci hlavně z jednoho prostého důvodu - říká se, že přináší štěstí.